# Nyíregyházi régi zsinagóga
A nyíregyházi régi zsinagóga egy mára már elpusztult zsidó vallási épület.

## Története
A templom az akkori Szarvas utcában épült 1880-ban. A második világháború idején kiégett. Az 1945 után megmaradt városi zsidóság számára a helyi iskola termét alakították ki imaháznak. A zsinagóga épületét később lebontották.

## Fénykép
- A régi nyíregyházi zsinagóga - Láthatatlan Csillagok. Lathatatlancsillagok.blogspot.com. 2013. júl.14.